# Monique Willocq
Monique Willocq (Doornik, 25 november 1949) was een Belgisch lid van het Waals Parlement.

## Levensloop
Willocq werd beroepshalve lerares.
In 1994 werd ze voor de PSC verkozen tot gemeenteraadslid van Doornik, wat ze bleef tot in 2018. Ook werd ze er ondervoorzitter van het OCMW.
Van 2007 tot 2009 was ze voor het cdH lid van het Waals Parlement en van het Parlement van de Franse Gemeenschap ter opvolging van Christian Brotcorne.